# Les Molunes
Les Molunes là một xã trong vùng hành chính Franche-Comté, thuộc tỉnh Jura, tổng Saint-Claude, quận Saint-Claude. Tọa độ địa lý của xã là 46° 20' vĩ độ bắc, 05° 55' kinh độ đông. Les Molunes nằm trên độ cao trung bình là 1250 mét trên mực nước biển, có điểm thấp nhất là 750 mét và điểm cao nhất là 1330 mét. Xã có diện tích 20.80 km², dân số tính đến năm 2004 của xã là 130 người; mật độ dân số là 6 người/km².

## Dân số
| 1962 | 1968 | 1975 | 1982 | 1990 | 1999 |
| ---- | ---- | ---- | ---- | ---- | ---- |
| 91   | 116  | 74   | 72   | 93   | 124  |